# Moments (álbum)
Moments —en español: Momentos— es el tercer  álbum de estudio del dúo noruego Marcus & Martinus. Su segundo álbum de estudio de larga duración en Inglés. El álbum será lanzado por Sony Music Entertainment el 24 de noviembre de 2017.

## Lista de canciones
- Edición estándar[2]

| N.º | Título                          | Productor(es) | Duración |  |
| 1.  | «Make You Believe in Love»      |               | 3:32     |  |
| 2.  | «Please Don't Go»               |               | 3:22     |  |
| 3.  | «Next To You»                   |               | 3:23     |  |
| 4.  | «One Flight Away»               |               | 2:59     |  |
| 5.  | «Never» (con OMI)               |               | 3:10     |  |
| 6.  | «Get To Know Ya»                |               | 2:53     |  |
| 7.  | «Guitar»                        |               | 3:22     |  |
| 8.  | «Dance with You»                |               | 3:21     |  |
| 9.  | «First Kiss»                    |               | 3:09     |  |
| 10. | «Like It Like It» (con Silentó) |               | 2:54     |  |